# مامي
المامي أو الجَبَاس (الاسم العلمي:Mammea) هو جنس من النباتات يتبع الفصيلة جميلات الأوراق من رتبة الملبيغيات.

## أنواع المامي
- مامي أجلك الأوراق
- مامي أفريقي
- مامي أمريكي
- مامي أوسمباري
- مامي بونجوني
- مامي دموي
- مامي ذو رائحة
- مامي رفيع الأوراق
- مامي غينيا الجديدة
- مامي كبير الأوراق
- مامي لاطئ الأزهار
- مامي منقط
- مامي يوناني